# Amarnabreven

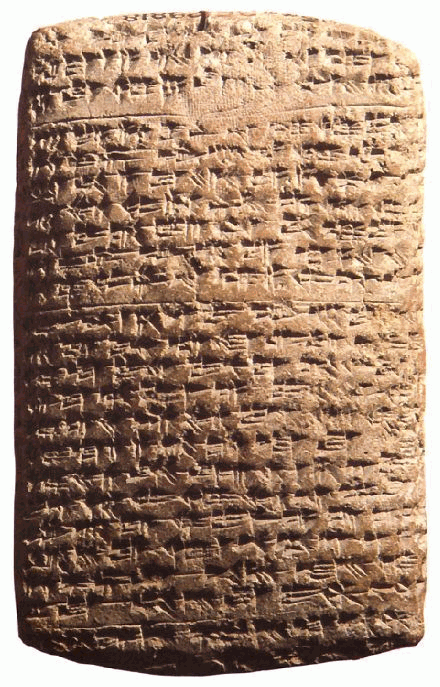
Ett av Amarnabreven.

Amarnabreven är en samling lertavlor skrivna med kilskrift på i huvudsak akkadiska. De återfanns i Amarna i Egypten 1887. 
Amarnabreven innehåller den diplomatiska korrespondensen mellan de egyptiska faraonerna Amenhotep III och Akhenaton och deras vasallkungar i den geografiska region som omfattar området mellan Medelhavet och Jordan som av vissa kallas Palestina och av andra Judéen, Syrien samt med andra storkungar i Främre Orienten. Samlingen består av 382 olika brev vilka låter sig dateras till två årtionden under mitten av 1300-talet f.Kr.
Breven är en ovärderlig källa till den politiska situationen i framförallt Palestina och Syrien under denna tid. De påvisar även hur de diplomatiska kontakterna mellan olika stater gick till, samt hur egyptierna administrerade sina vasallstater.
Att kilskriften användes i hela Västasien omkring det andra årtusendets mitt visar att den babyloniska civilisationen verkat kraftigare eller i varje fall tidigare på de västra grannlanden än den egyptiska. De flesta breven är dock inte bara skrivna med kilskrift utan även på babylonisk-assyriskt språk, vilket alltså var hela den dåtida asiatiska kulturvärldens diplomatiska språk. Endast påteckningarna om att breven mottagits som de skulle vid faraos hov är på några tavlor gjorda med hieratisk skrift och på egyptiska språket. Även de egyptiska härskarnas svarsskrivelser till de asiatiska furstarna avfattades ibland på kilskrift och babyloniskt språk.
I ännu ett avseende har breven varit av betydelse för språkvetenskapen, nämligen genom att öka förståelsen för de kanaanitiska språkens utveckling. För att i de viktiga meddelandena till kungarna av Egypten på ett korrekt sätt uttrycka sina furstars uttalade mening har skrivarna ibland tillagt klargörande anmärkningar till de babyloniska orden. Dessa anmärkningar innehöll de motsvarande orden på deras eget modersmål, fast skrivna med kilskrift. Dessa glosor var de äldsta resterna av det kanaanitiska språket, och gav för första gången språkforskare möjlighet att dra något så när säkra slutsatser om detta för övrigt så gott som endast i konsonantskrift bevarade språks ursprungliga vokalsystem.
Ett av breven innehåller också ett av det första kända omnämnandena av folket habiru, som vissa forskare har kopplat till hebréerna. I samlingen finns sju brev från Abdi-Heba, ståthållare i Jerusalem, till den egyptiske faraon. Breven skildrar habirustammarnas förödande framfart. I ett av dem skriver Abdi-Heba:
| ” | Alla prefekter går under, och min herre konungen ska snart inte längre ha några prefekter. Så må då konungen rikta sin uppmärksamhet på furstarna, och må min herre konungen skicka trupper! Konungens område är inte längre hans eget, habiru ödelägger hela konungens område. Endast om trupper redan i år står till förfogande kan området bevaras åt konungen, min herre, men finns inga trupper till förfogande så går min herre konungens område förlorat. Så (skriver) Abdi-Heba, din tjänare, till min herre konungens tavelskrivare: Säg min herre tydligt och klart, att hela min herre konungens område går förlorat! | „ |

Idag finns brevsamlingen utspridd på ett flertal platser världen runt. Flest finns på Vorderasiatisches Museum i Berlin och även på British Museum i London. De översattes första gången av J.A. Knudtzon till tyska 1907-15, men den senaste kompletta översättningen gjordes av William L. Moran, vilken utgavs på franska 1987 och på engelska 1992.